# CAI International

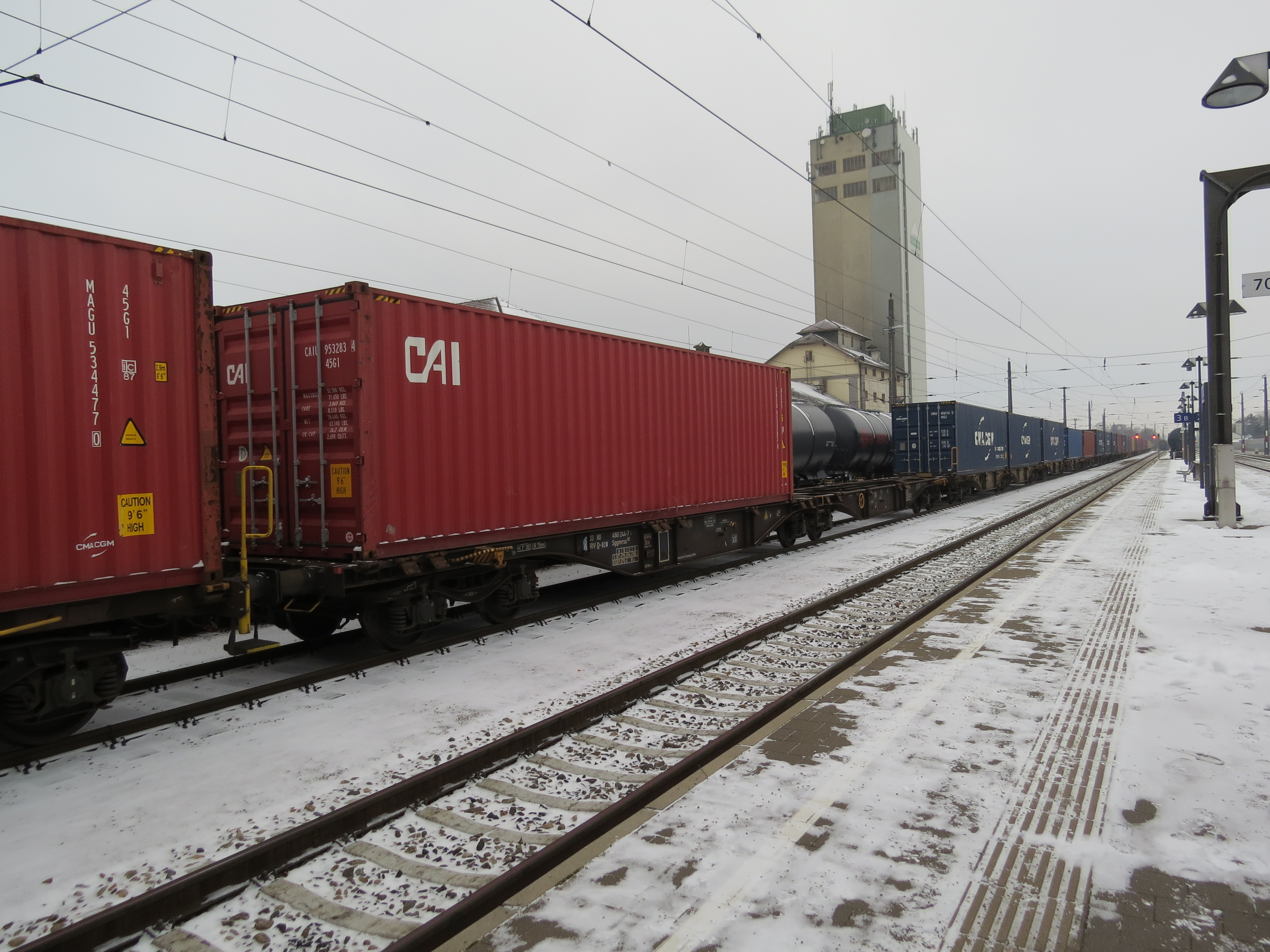
40-Fuß-Container auf einem Güterwagen

CAI International ist ein US-amerikanisches Unternehmen der Logistikbranche mit Sitz in San Francisco.
Das Unternehmen verleast und verkauft ISO-Container und ist einer der größten Anbieter auf diesem Gebiet. Im Jahr 2020 besaß CAI International eine Container-Flotte in der Größe von 1.688.351 TEU. Rund 91 % der Flotten-TEU besteht aus Dry-Van-Standardcontainern und weitere 4 % aus Kühlcontainern. Die restlichen 5 % entfallen auf Spezialcontainer wie Open-top Container und Pallet wide Container.